# テルロピリリウム
テルロピリリウム(Telluropyrylium)は、5つの炭素原子と正電荷を持つ1つのテルル原子からなる六員環から構成される芳香族複素環化合物である。テルロピリリウムの誘導体は、赤外線吸収染料の研究において重要である。

## 命名とナンバリング
かつてはテルラピリリウム(Tellurapyrylium)と命名されていた。しかし、「テルラ」という用語はテルル原子が炭素原子に置換していることを意味するものの、実際にはテルル原子がピリリウムの酸素原子に置換しているため、誤解を招いていた。ハンチュ・ウィドマン命名法によると、テルリニウム(Tellurinium)となり、Chemical Abstractsでは、この名前が採用されている。置換命名法では、テルロニアベンゼン(Telluroniabenzene)と呼ばれる。
テルロピリリウム上の原子のナンバリングは、テルル原子を1番として始まり、反時計回りに6番の炭素原子まで番号が振られる。カルコゲンに隣接する2番炭素と6番炭素は"α"、3番炭素と5番炭素は"β"、反対側の4番炭素は"γ"と呼ぶこともある。

## 生成
テルロピリリウムは正電荷を持つカチオンであるため、過塩素酸塩、テトラフルオロホウ酸塩、ヘキサフルオロリン酸塩等の非求核アニオンと結合し、固体を形成する。

## 性質
正電荷はテルル原子上に留まらず環上に広がるが、共鳴構造を取るため、α位及びγ位がいくらか正電荷を帯びる。求核攻撃では、これらの炭素原子が標的となる。
C-C結合長が1.4 Aであるのに対し、Te-C結合長が2.068 Aであるため、テルロピリリウム分子の形は正六角形にはならない。各原子上の角度は、テルル原子が約94°、α位及びγ位の炭素原子が約122°、β位の炭素原子が約129°である。
環全体は曲がっているため、Te-γ軸の角度が8.7°の舟型を形成している（テトラフェニルピリリウム-ピリリウムモノメチンフルオロホウ酸塩の結晶構造から測定された）。

## その他
テルロピリリウム環が他の芳香族環と融合すると、テルロクロメニリウム、テルロフラビリウム、テルロキサンチリウムなどのより大きな芳香族構造が生じる。

## 関連文献
- Detty, Michael R.; Murray, Bruce J. (December 1982). “Telluropyrylium dyes. 1. 2,6-Diphenyltelluropyrylium dyes”. The Journal of Organic Chemistry 47 (27):  5235-5239. doi:10.1021/jo00148a001.